# David Leslie
David Leslie, 1º barone di Newark (1600 – 1682), è stato un politico scozzese.
Nel 1644 condusse l'esercito scozzese nella battaglia di Marston Moor; richiamato in Scozia l'anno seguente, assediò Newark e nel 1650 intraprese una campagna contro Oliver Cromwell, ma fu sconfitto nel 1651 a Worcester.
Imprigionato, fu detenuto fino al 1660 per poi essere rilasciato e nobilitato.